# 아더 핑크

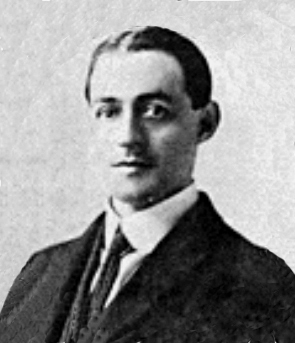
아더 핑크

아더 핑크 ( 1886년 4월 1일 - 1952년 7월 15일)는 영국 출신의 성경 교사이며 칼뱅주의 또는 개혁주의 신학자이다. 그는 20세기 후반에 가장 영향력있는 복음주의 저자중의 한명이다.
그의 유년시절은 잘 알려져 있지않지만, 음악교육을 받은 것으로 전해진다. 그는 1910년에 잠시 무디성경 신학교에서 공부를 하고 콜로라도 주에 있는 회중교회에서 목회를 하였다.

## 저서
- 강해서
- 성장시리즈
- 성령론, 인간의 전적 타락